# Municipio de Caribou
El municipio de Caribou (en inglés: Caribou Township) es un municipio ubicado en el condado de Kittson en el estado estadounidense de Minnesota. En el año 2010 tenía una población de 48 habitantes y una densidad poblacional de 0,42 personas por km².

## Geografía
El municipio de Caribou se encuentra ubicado en las coordenadas 48°56′35″N 96°27′36″O / 48.94306, -96.46000. Según la Oficina del Censo de los Estados Unidos, el municipio tiene una superficie total de 114.59 km², de la cual 114,16 km² corresponden a tierra firme y (0,38 %) 0,43 km² es agua.

## Demografía
Según el censo de 2010, había 48 personas residiendo en el municipio de Caribou. La densidad de población era de 0,42 hab./km². De los 48 habitantes, el municipio de Caribou estaba compuesto por el 83,33 % blancos, el 14,58 % eran afroamericanos y el 2,08 % eran de una mezcla de razas. Del total de la población el 0 % eran hispanos o latinos de cualquier raza.